# Vere Bird
Vere Cornwall Bird (Saint John's, 7 dicembre o 9 dicembre 1909 o 1910 – Saint John's, 28 giugno 1999) è stato un politico antiguo-barbudano.
Fu il primo capo del governo nella storia di Antigua e Barbuda, ricoprendo la carica di Primo ministro dal novembre 1981 al marzo 1994. Era rappresentante del Partito Laburista di Antigua e Barbuda (ALP). Nel ruolo di Primo ministro a succedergli fu suo figlio Lester Bird.

## Biografia
Cresciuto in povertà, completò solo le elementari. Capitano dell'Esercito della Salvezza, nel 1939 fu tra i fondatori dell'Antigua Trades and Labour Union (ATLU), di cui fu eletto presidente quattro anni dopo. Nel 1945 fu eletto al Consiglio legislativo, e l'anno successivo fondò il Partito Laburista di Antigua (ALP), il partito politico legato all'ATLU.
Alle elezioni del 1951, le prime a suffragio universale, e a quelle del 1956, l'ALP vinse in tutte le circoscrizioni disponibili. Bird fu nominato Ministro del commercio e della produzione nel 1956. Il 1º gennaio 1960 fu nominato Chief Minister di Antigua, incarico al quale fu riconfermato in seguito alle elezioni tenutesi a novembre di quell'anno, e nuovamente nel 1965; il Partito Laburista ottenne nuovamente tutti i seggi in entrambe le tornate elettorali. Nel corso del suo mandato, l'elettricità fu estesa tutta l'isola di Antigua, l'istruzione secondaria fu resa gratuita, e il turismo si sostituì alla produzione di zucchero come colonna portante dell'economia antiguana. Bird fu anche tra i firmatari dell'accordo che istituì la Caribbean Free Trade Association (CARIFTA), predecessore della Comunità Caraibica.
Nel 1967 divenne Premier dello Stato associato di Antigua. Tuttavia, nello stesso anno, Bird si scontrò con il segretario generale dell'ATLU George Walter sulla politica economica e sulla repressione della stampa e dell'opposizione; questi dissapori portarono all'uscita di Walter dall'ATLU e alla formazione di un nuovo sindacato, l'Antigua Workers' Union, nonché del Progressive Labour Movement (PLM) a questo collegato. Alle elezioni del 1971 il PLM sconfisse il Partito Laburista; Bird perse il suo seggio, e due anni dopo, si dimise dal ruolo di leader dell'ATLU. Bird e l'ALP tornarono al governo nel 1976; nella stessa tornata elettorale risultarono eletti anche i figli Vere Jr. e Lester. Tra il 1977 e il 1978 The Outlet, un giornale di opposizione, segnalò che la Space Research Corporation di Gerald Bull stava utilizzando Antigua e Barbados per coprire il traffico illegale di armi al Sudafrica, ancora sotto embargo per via dell'apartheid, che all'epoca dei fatti era coinvolto nella guerra civile in Angola. Inizialmente il governo di Bird osteggiò le indagini, ma successivamente ordinò alla Space Research Corporation di lasciare l'isola. Riconfermato Primo ministro nel 1980, condusse i negoziati per l'indipendenza di Antigua e Barbuda, avvenuta il 1º novembre 1981, e nel 1982 entrò a far parte del Consiglio privato del Regno Unito. Rieletto nel 1984 e nel 1989, si ritirò a vita privata nel 1994.
Ricoverato a maggio del 1999 per un problema all'apparato urinario, morì il 28 giugno successivo.

## Vita privata
Separatosi dalla moglie Doris Lydia Bird (nata Bryant) alla fine degli anni 1940, Bird ebbe varie relazioni extraconiugali, tra cui una con Cutie Francis, che durò dalla seconda metà degli anni Settanta al 1990.
Ebbe sei figli: Vere Jr. (1936-2013), Lester (1938-2021), Roswald, Ivor (1944-2024), Curtis e Lisette.